# Mandalsgade
Mandalsgade er en kort sidegade til Kristianiagade mellem tvillingeejendommene Gefion og Gylfe i København. Den er opkaldt efter byen Mandal i Norge.

## Historie og udvikling
Gaden hed oprindeligt Frederikshaldsgade og var oprindeligt planlagt som en del af en større gennemgående indfaldsvej til Østerbro. Den skulle skabe forbindelse til Classensgade via Livjægergade, men denne plan blev aldrig fuldt realiseret.